# Estadio Raatti
El Estadio Raatti (en finés: Raatin stadion) es un Estadio multiusos situado en el barrio de Koskikeskus en la ciudad de Oulu, Finlandia. Actualmente se utiliza principalmente para partidos de fútbol y tiene capacidad para 4.392 personas. Fue inaugurado en 1953 y renovado entre 2009 y 2011. Es utilizado por el OPS Oulu, club de la Veikkausliiga.
El estadio albergó el partido de la Clasificación para la Eurocopa Sub-21 de 2023 de la selección finlandesa contra el equipo de Croacia.